# Simunul
Simunul è una municipalità di quarta classe delle Filippine, situata nella Provincia di Tawi-Tawi, nella Regione Autonoma nel Mindanao Musulmano.

## Geografia fisica
La municipalità occupa due diverse isole: l'omonima Simunul e la più piccola Manuk Mangkaw. I baranggay di Timundon, Manuk Mangkaw, e Luuk Datan si trovano nell'isola minore, mentre gli altri compongono quella principale.

## Monumenti e luoghi d'interesse

### Architetture religiose
Secondo la tradizione locale l'Islam fu introdotto per la prima volta nelle Filippine a Simunul, grazie all'arrivo dello sceicco Karimul Makhdum nel XIV secolo, che vi costruì una moschea che porta il suo nome.

## Società
La popolazione è in maggioranza musulmana e parla la lingua sama.

## Geografia antropica

### Baranggay
Simunul è formata da 15 baranggay:
- Bagid
- Bakong
- Doh-Tong
- Luuk Datan
- Manuk Mangkaw
- Maruwa
- Mongkay
- Pagasinan
- Panglima Mastul
- Sukah-Bulan
- Tampakan (Pob.)
- Timundon
- Tonggosong
- Tubig Indangan
- Ubol